# 마담 웹 (영화)
《마담 웹》(영어: Madame Web)은 2024년 개봉한 미국의 슈퍼히어로 영화이다. S. J. 클라크슨이 감독을 맡았으며, 마블 코믹스의 동명 캐릭터를 주인공으로 하는 작품이다. 배우 다코타 존슨이 마담 웹 역을 맡는다.

## 출연
- 다코타 존슨 - 커샌드라 "캐시" 웨브
- 시드니 스위니 - 줄리아 콘월
- 이사벨라 메르세드 - 아냐 코라손
- 설레스트 오코너 - 매티 프랭클린
- 타하르 라힘 - 이지키얼 심스
- 에마 로버츠 - 메리 파커
- 애덤 스콧 - 벤 파커
- 조시아 매밋 - 아마리아
- 마이크 엡스 - 오닐
- 케리 비셰이 - 콘스턴스 웨브
- 호세 마리아 야스피크 - 산티아고
- 질 헤네시 - NSA 요원
- 조시 드레넌 - 줄리아의 아버지
- 유마 펠드먼 - 줄리아의 이복동생
- 캐시앤 하트 - 수전 오닐
- 제니퍼 엘리스 - 클로이